# Bernard Mandeville

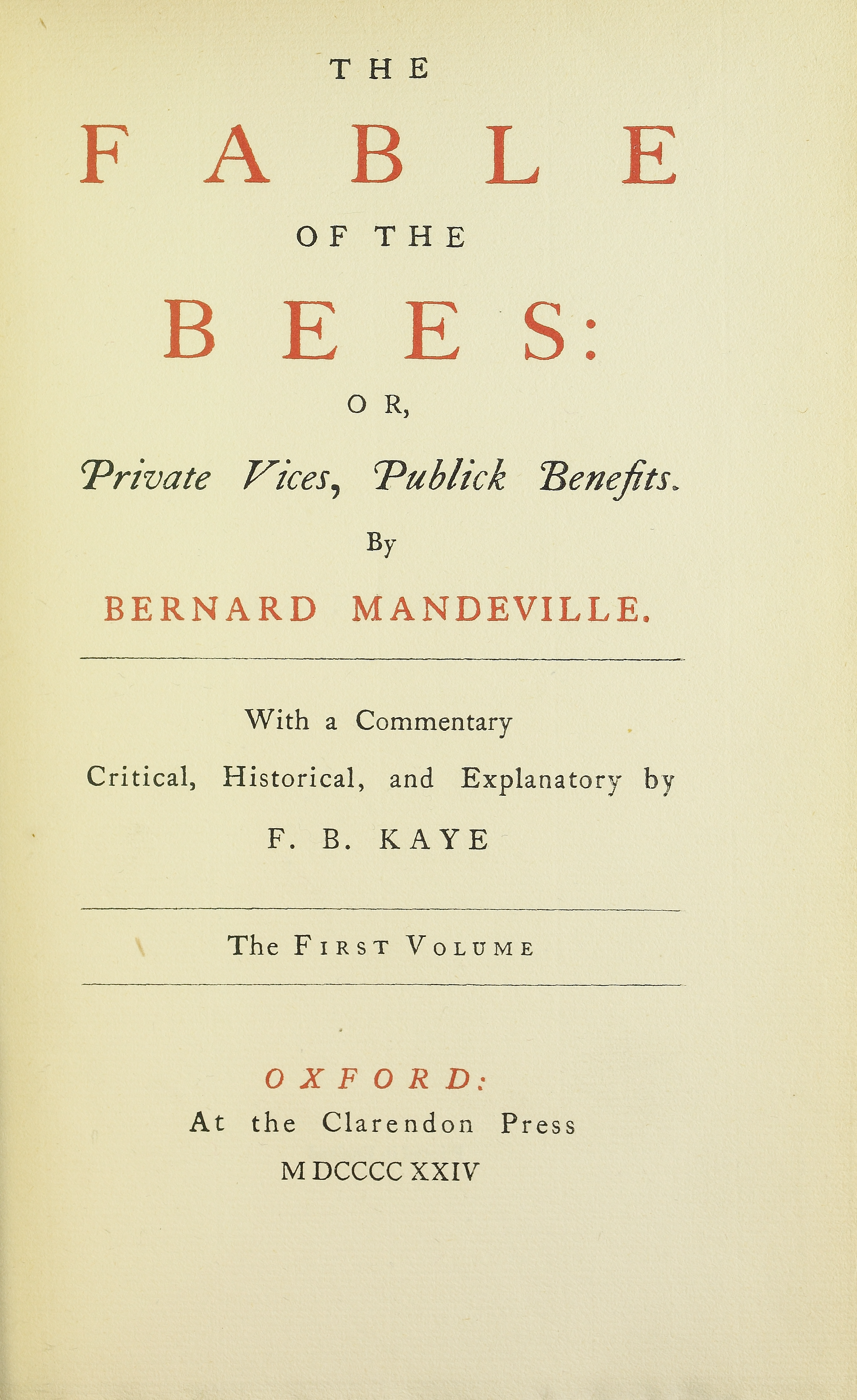
Fable of the bees, 1924

Bernard Mandeville nebo Bernard de Mandeville ([ˈbɜːnəd, Amer bərˈnɑːrd də ˈmændəvɪl]; 15. listopadu 1670, Rotterdam – 21. ledna 1733, Hackney) byl nizozemský filozof, politický ekonom a spisovatel, který většinu života prožil v Anglii a v angličtině také napsal většinu svých prací, včetně té, kterou se proslavil především: Bajky o včelách (The Fable of The Bees).

## Bajka o včelách
Bajka o včelách byla publikovaná roku 1705 (nejprve pod názvem The Grumbling Hive, or Knaves Turn'd Honest), knižně vydaná 1714. Původně byla tvořena satirickou básní reagující na aktuální politické spory v Anglii, v knižní podobě přibyl obecnější komentář a esej. Bajka je považována za klasické, ne-li zakladatelské dílo ekonomického liberalismu, její podtitul ostatně zněl „Soukromé neřesti – veřejné blaho“ (Private Vices, Public Benefits). Je v ní prvně užito i známého pojmu „neviditelná ruka“ (trhu), kterého později využil Adam Smith. Podle Johna Maynarda Keynese však Mandeville v bajce definoval i základní pravidlo keynesiánské, tzv. paradox spořivosti. Mandeville v bajce jako první v historii užil též pojmu dělba práce, který se stal posléze klíčovým konceptem sociologie a ekonomie. V knize jsou i kontroverzní pasáže odmítající například vzdělávání chudých, neboť vzdělání by u nich mohlo vzbudit touhu po majetku apod. Obecně je bajka výsměchem ctnostem, za motor pokroku označuje touhu po osobním prospěchu. Někteří vykladači upozorňují, že Mandeville chtěl spíše než hájit neřest upozornit na to, že každý zákon či „mravní hodnota“ byly původně obhajobou utilitárního zájmu nějaké skupiny, čímž předjímal závěry moderní filozofie práva. Morální autorita Mandevillovy doby, filozof a biskup George Berkeley knihu nicméně odmítl jako nemorální. K Mandevillovi se později hlásil zejména Friedrich Hayek.